# Mariametra vicaria
Mariametra vicaria is een haarster uit de familie Mariametridae.
De wetenschappelijke naam van de soort werd in 1894 gepubliceerd door Francis Jeffrey Bell.